# Västra murens torg
Västra murens torg (engelska: Western Wall Plaza, hebreiska: רחבת הכותל המערבי) är ett torg i judiska kvarteret i Gamla stan, Jerusalem, bredvid Västra muren som ligger på den östra sidan av torget.

## Bildgalleri

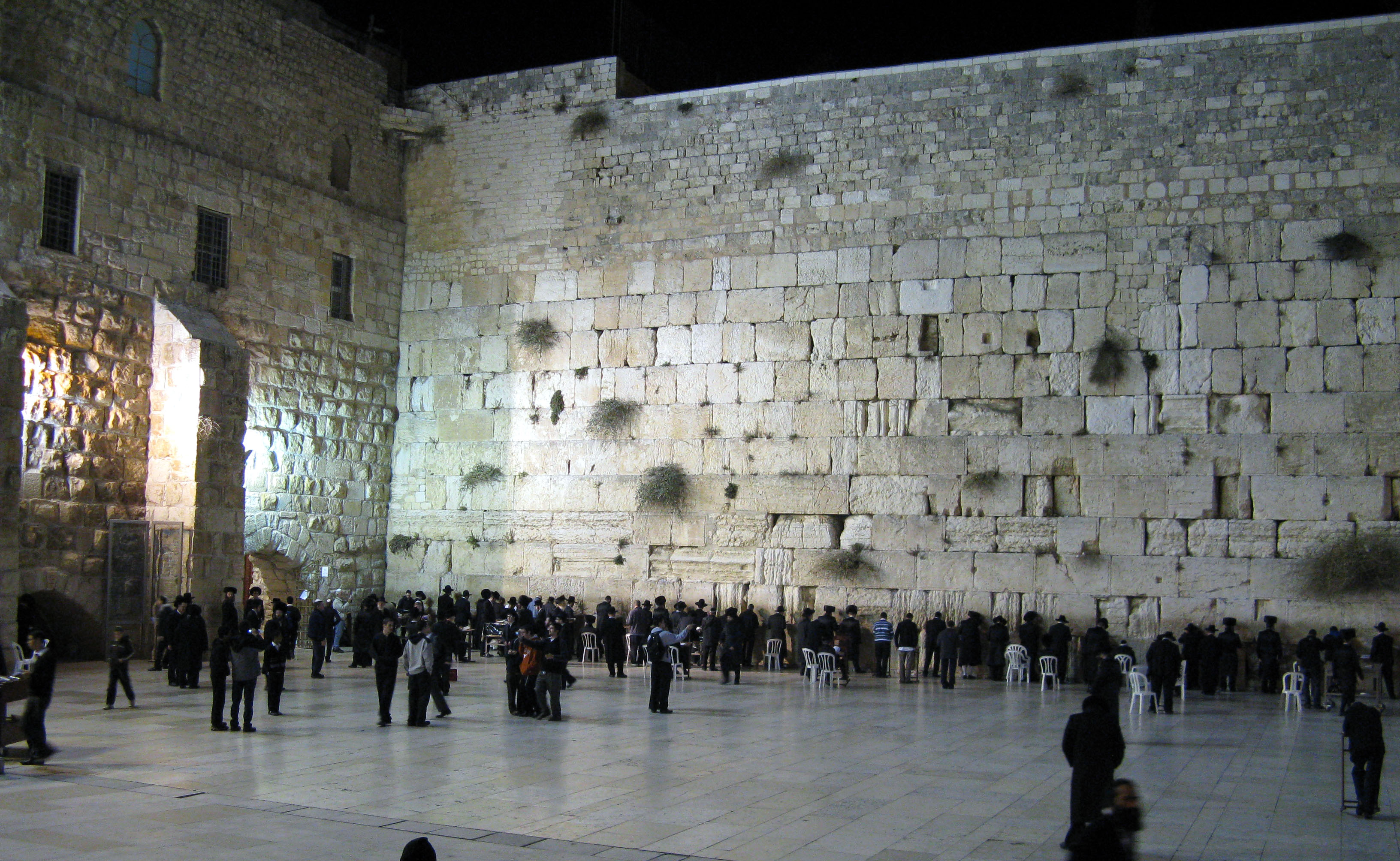
Västra muren
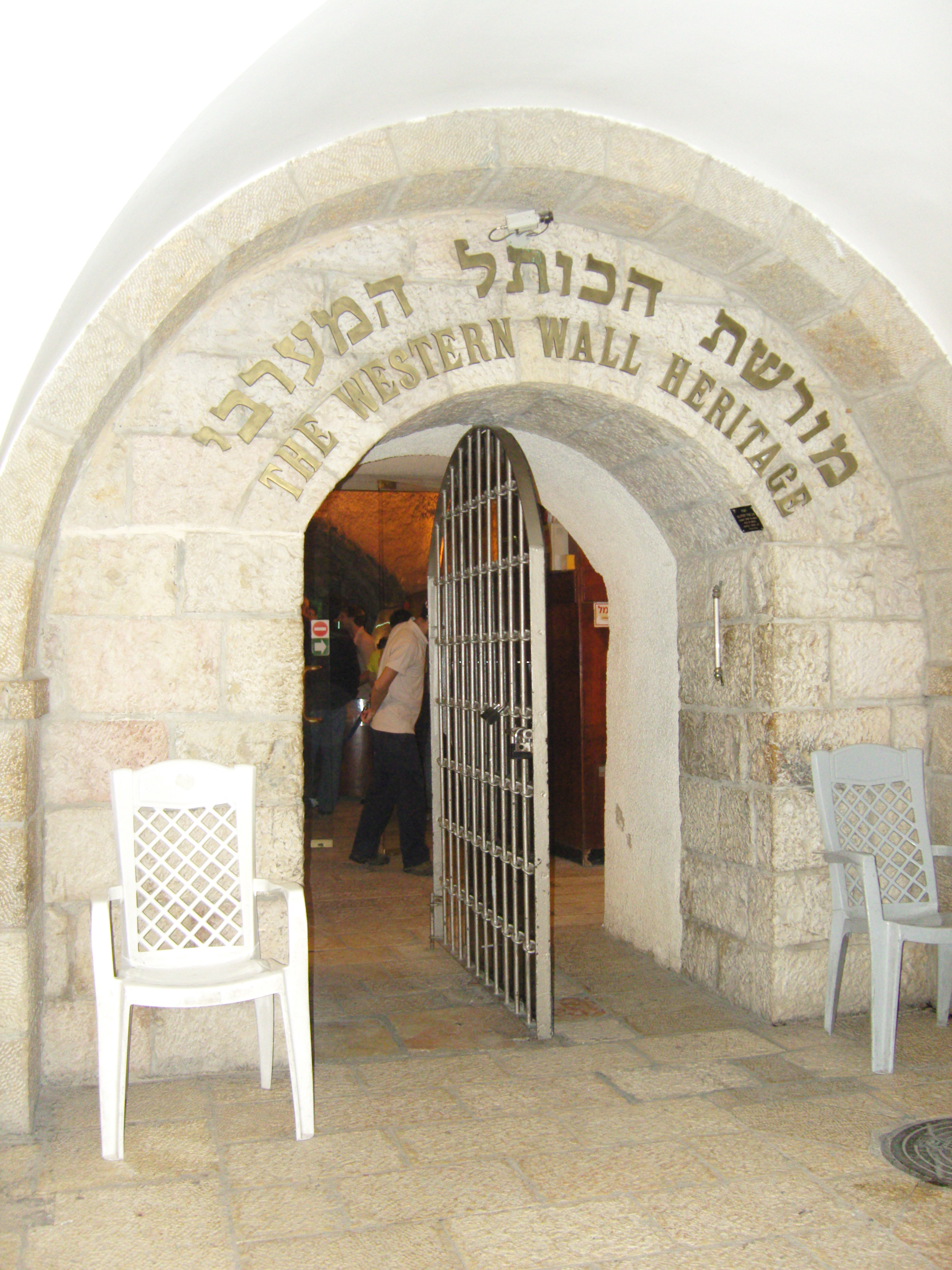
Ingång till Västra murens tunnel
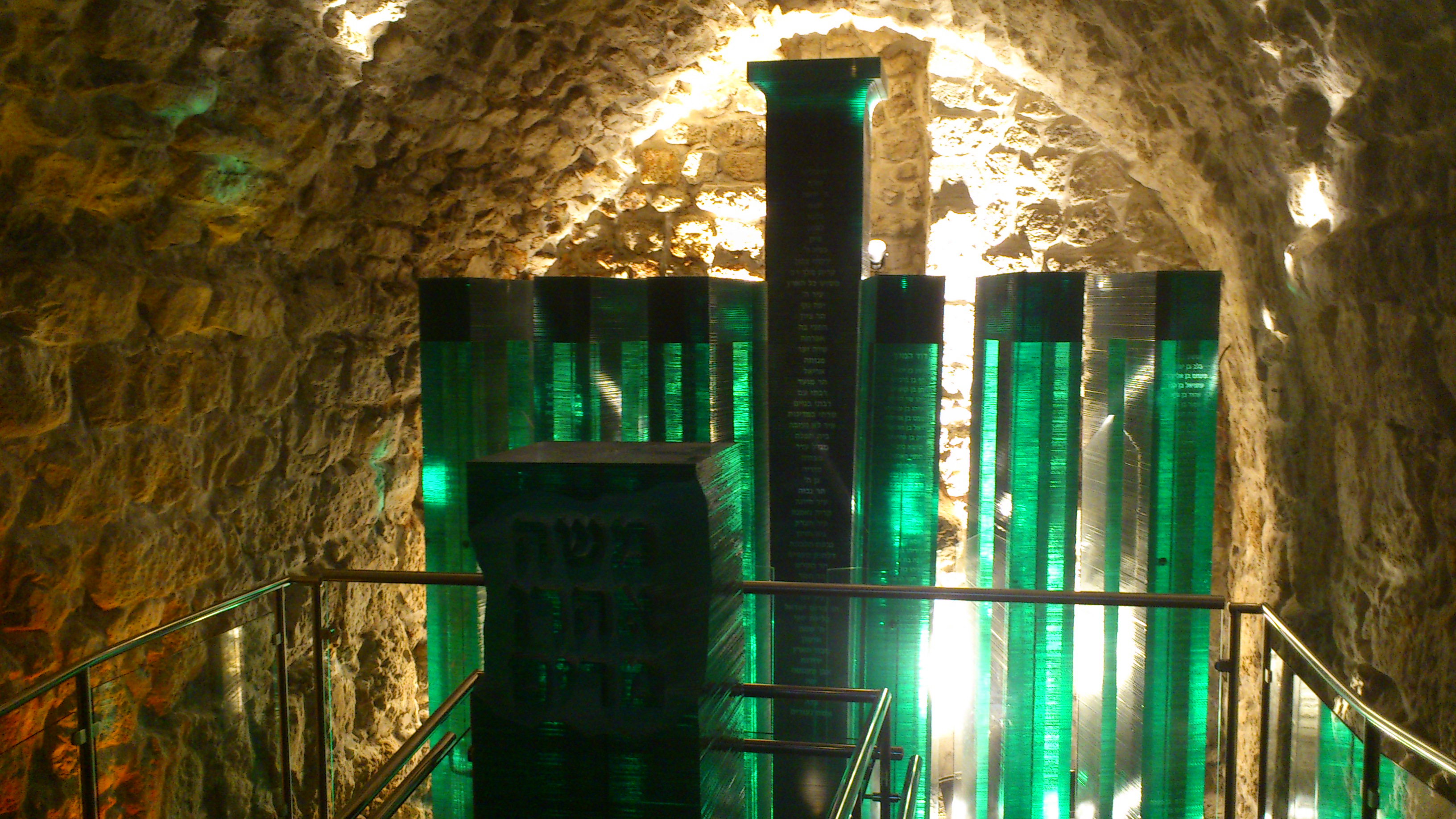
Chain of Generations Center (historiskt museum)
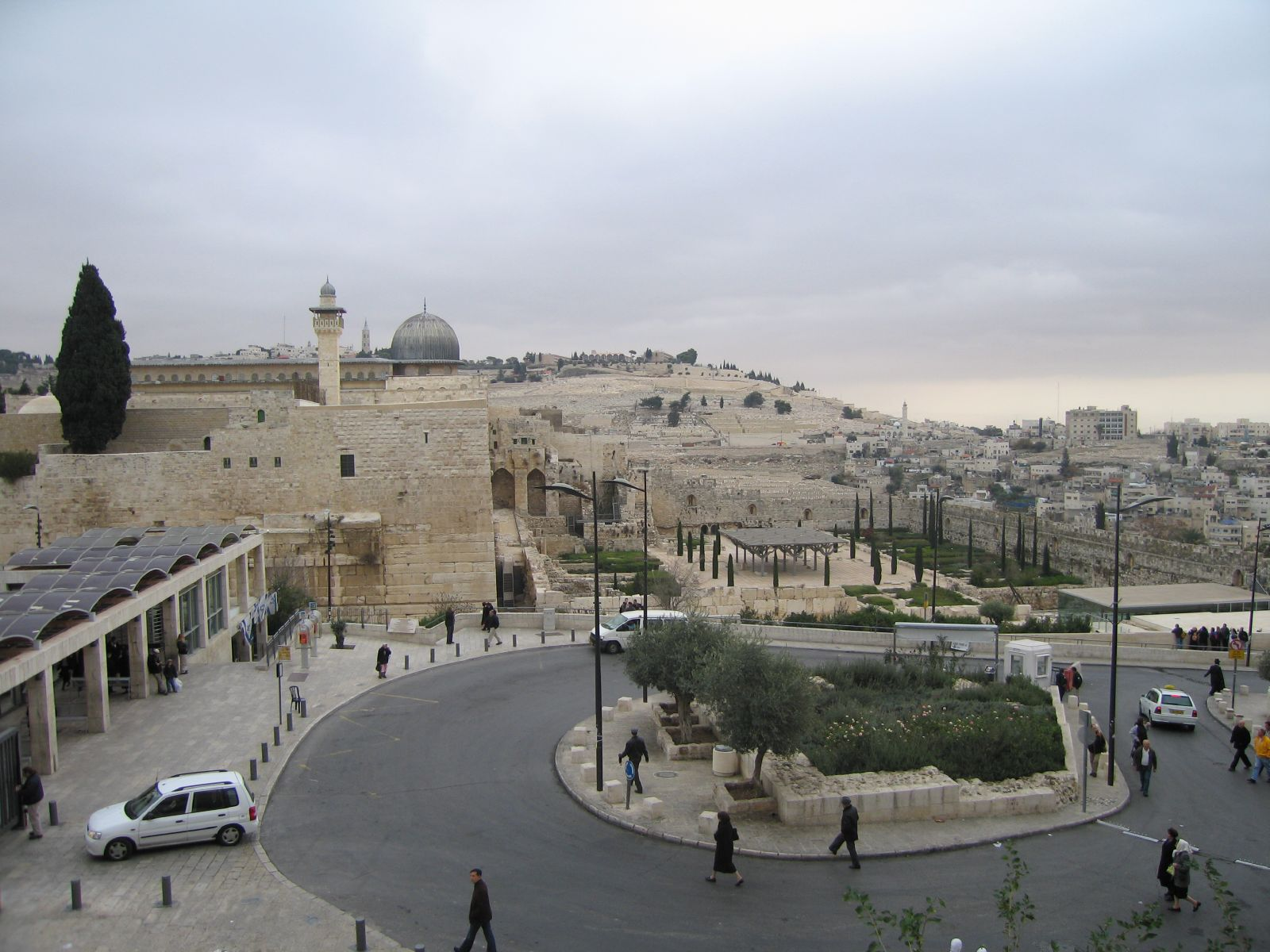
Jerusalems arkeologiska park
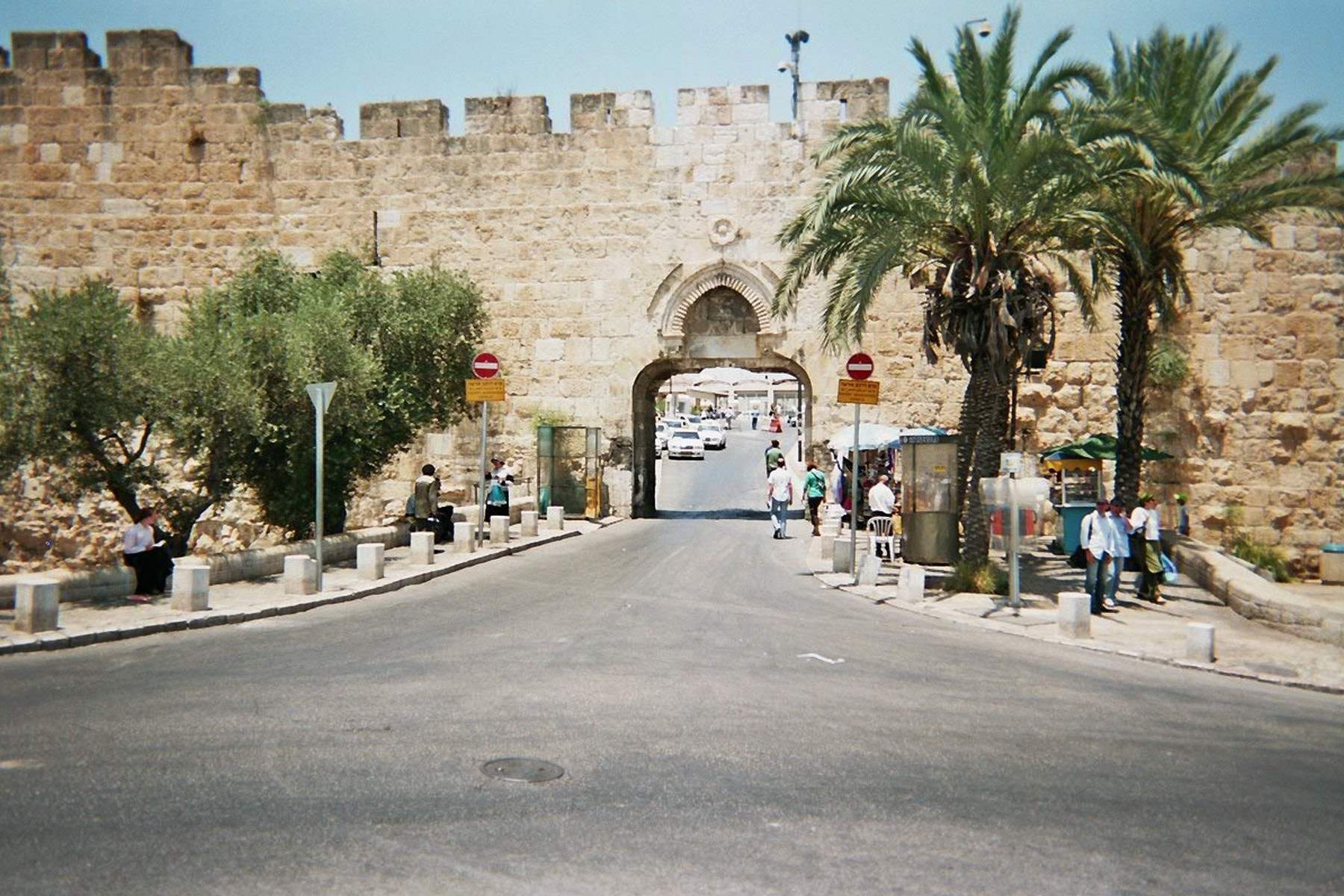
Dyngporten